# Merchavia
Merchavia oder Merchawia (hebräisch מֶרְחַבְיָה Merchavjah, deutsch ‚Weiten Gottes‘; auch Merhavia, Merchawja und Marchawja) liegt in der östlichen Jesreelebene in Nordisrael. Der Name lehnt sich an den biblischen Psalm 118 (Ps 118,5 ) an. Es begann als eines der ersten landwirtschaftlichen Siedlungsprojekte in Palästina, war das erste jüdische Dorf in der Jesreelebene und ist heute ein Kibbuz. 2018 hatte der Kibbuz 1232 Einwohner.

## Geschichte
Jehoschua Hankin kaufte 1909 unter anderem Land rund um die ehemals arabische Ortschaft Pola. Maßgebliche Unterstützung erfuhr Hankin bei seinen dortigen Landkäufen durch Arthur Ruppin und die zionistische Bewegung.
Nach Plänen, die auf dem 6. Zionistenkongress 1903 vorgeschlagen und (nur teilweise erfolgreich) 1910 in Merchavia erprobt worden waren, wurde dann am 24. Januar 1911 auf der Basis der Ideen des Soziologen und Volkswirtschaftlers Franz Oppenheimer eine Siedlungsgenossenschaft gegründet, die sich aber nach dem Ersten Weltkrieg wieder auflöste. Parallel bildete sich eine Kwutza, eine Art sozialistisches Arbeitskollektiv.
Am 25. Mai 1911 kam es zu einem Zusammenstoß zwischen Arabern und Juden auf den Feldern Merchawias: Der jüdische Wächter Mordechai Jigʾal vom Wächterbund ha-Schomer tötete, nachdem er angegriffen worden war, einen Araber. Hunderte von Arabern drangen anschließend, unterstützt von osmanischer Polizei, in den Ort ein, zwölf Siedler wurden verhaftet und verbrachten rund ein Jahr im Gefängnis von Akko.

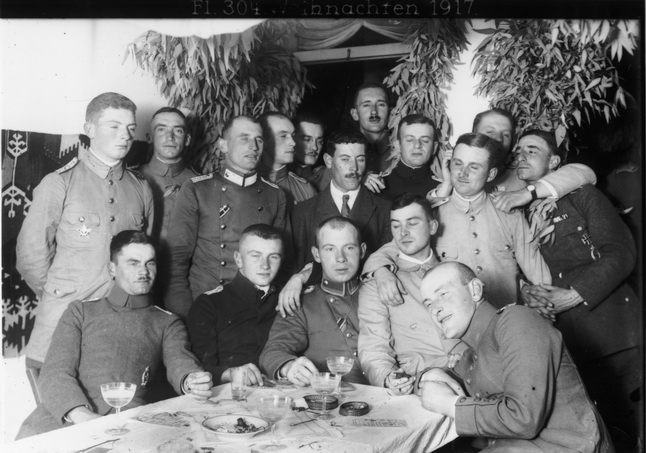
Der Merchavianer Meschullam Gafner in Zivil inmitten bayerischer Flieger an Weihnachten 1917 im Großen Hof

Nachdem die Briten unter Edmund Allenby die Streitkräfte der Mittelmächte am 31. Oktober und am 7. November 1917 im Süden an der Palästinafront geschlagen hatten, zog das deutsche Asien-Korps seine Einheiten des 1. Königlich Bayerischen Fliegerbataillons in den Norden, unter anderem auch nach Merchavia, zurück. Vor den zwischen Dezember 1917 und April 1918 weiter vorrückenden britischen Streitkräften wurden die Fliegerabteilungen ins heutige Syrien verlegt.
1923 entstand zusätzlich eine Siedlung von privat wirtschaftenden Einzelbauern (Moschav ʿOvdim); es gab eine Frauenkooperative (Alamot) und eine landwirtschaftliche Versuchsstation.
1929 gründete der ha-Schomer ha-Zaʿir in unmittelbarer Nachbarschaft den Kibbuz Merchavia. Auf dem heutigen Gelände befinden sich archäologische Überreste einer Kreuzfahrerburg, ein Jugendzentrum und pädagogische Einrichtungen im 1913 von Alex Baerwald entworfenen Großen Hof.

## Persönlichkeiten
Von 1921 bis 1923 lebte und arbeitete Golda Meyerson mit ihrem Mann Morris im damaligen landwirtschaftlichen Kollektiv. Sie wurde später als israelische Ministerpräsidentin Golda Meir weltbekannt.
Von 1941 bis zu seinem Tod 2019 lebte und arbeitete der Schriftsteller Tuvia Rübner in Merchawia. Seine Autobiographie (2004) trägt denn auch den Titel: Ein langes kurzes Leben – von Pressburg nach Merchavia.
Der Dirigent und Komponist Yoav Talmi wurde 1943 in Merchavia geboren.